# Gelati Cut
Gelati Cut, född 25 april 2016, är en fransk varmblodig travhäst. Han tränas av Romain Christian Larue och körs av Gabriele Gelormini. Han har till maj 2021 sprungit in 621 448 euro på 42 starter, varav 10 segrar, 9 andraplatser och 5 tredjeplatser. 
Han har tagit karriärens hittills största segrar i Prix Ovide Moulinet (2021), Prix Robert Auvray (2021) och Prix Jockey (2021).  Han har även vunnit Prix d'Avignon (2020), Prix Caecilia (2020) och Elitloppet, försök (2021).
Han har även kommit på andraplats i Prix de Croix (2021), Prix Octave Douesnel (2020), Prix Phaeton (2020), Prix Henri Levesque (2021), Prix Bold Eagle (2021) och på tredjeplats i Gran Premio d'Europa (2020).

## Karriär
Gelati Cut gjorde debut på travbanan i november 2018. Han tog sin första seger i andra starten, i loppet Prix Siwa på Hippodrome de Bellevue-la-Forêt. Han har mestadels tävlat i Frankrike, men har även tävlat sporadiskt i Italien och Sverige. Han gjorde sin första start i Sverige i 2021 års upplaga av Paralympiatravet på Åbytravet.

Den 20 maj 2021 bjöds han in till 2021 års upplaga av Elitloppet på Solvalla.